# سرية المنذر بن عمرو
سرية المنذر بن عمرو  أو سرية بئر مَعُونة  هي أحد سرايا الرسول، أرسل فيها الصحابي المنذر بن عمرو في أربعين رجلا إلى أهل نجد ليعلموهم القرآن، فغدوا وقتلوا جميعا الا واحد، وهو الصحابي كعب بن زيد، شفي من جراحه واستشهد في غزوة الخندق، وقد دعا النبي ثلاثين صباحا دعاء القنوت على قبائل رعل وذكوان وبني لحيان وعصية الذين قتلوا الصحابة.

## أحداث السرية
قدم أبو براء عامر بن مالك بن جعفر ملاعب الأسنة على رسول الله بالمدينة المنورة فعرض عليه الإسلام ودعاه إليه فلم يسلم ولم يبعد، وقال يا محمد لو بعثت رجالا من أصحابك إلى أهل نجد يدعونهم إلى أمرك رجوت أن يستجيبوا لك. فقال النبي إني أخشى عليهم أهل نجد، فقال أبو براء أنا لهم جار، فبعث الرسول المنذر بن عمرو أخا بني ساعدة المعنق في سبعين رجلا من أصحابه من خيار المسلمين، فيهم الحارث بن الصمة، وحرام بن ملحان أخو بني عدي بن النجار، وعروة بن أسماء بن الصلت السلمي، ونافع بن بديل بن ورقاء الخزاعي، وعامر بن فهيرة مولى أبي بكر مع رجال من خيار المسلمين، فساروا حتى نزلوا بئر معونة (وهي بين أرض بني عامر وحرة بني سليم) فلما نزلوا بعثوا حرام بن ملحان بكتاب الرسول إلى عامر بن الطفيل، فلما أتاه لم ينظر في الكتاب حتى عدا على الرجل فقتله، ثم استصرخ عليهم بني عامر فأبوا أن يجيبوا إلى ما دعاهم، وقالوا لن نخفر أبا براء وقد عقد لهم عقدا وجوارا.
فاستصرخ عليهم قبائل من بني سليم وهم عصية ورعلا وذكوان والقارة، فأجابوه إلى ذلك، فخرجوا حتى غشوا القوم، فأحاطوا بهم في رحالهم، فلما رأوهم أخذوا أسيافهم، ثم قاتلوا القوم حتى قتلوا عن آخرهم، إلا كعب بن زيد أخو بني دينار بن النجار، فإنهم تركوه به رمق، فارتث من بين القتلى فعاش حتى استشهد يوم غزوة الخندق.
وكان في سرح القوم عمرو بن أمية الضمري ورجل من الأنصار من بني عمرو بن عوف فلم ينبئهما بمقتل القوم إلا الطير تحوم حول العسكر، فقالا والله إن لهذه الطير لشأنا، فأقبلا لينظرا فإذا القوم في دمائهم، وإذا الخيل التي أصابتهم واقفة، فقال الأنصاري لعمرو بن أمية ماذا ترى، فقال أرى أن نلحق برسول الله فنخبره الخبر، فقال الأنصاري لكني لم أكن لأرغب بنفسي عن موطن قتل فيه المنذر بن عمرو وما كنت لأخبر عنه الرجال فقاتل القوم حتى استشهد، وأخذ عمرو أسيرا، فلما أخبرهم أنه من مضر أطلقه عامر بن الطفيل وجز ناصيته، وأعتقه عن رقبة كانت على أمه، فيما زعم، ثم خرج عمرو بن أمية حتى إذا كان بالقرقرة من صدر قناة، أقبل رجلان من بني عامر حتى نزلا في ظل هو فيه، وكان مع العامريين عهد من الرسول وجوار لم يعلمه عمرو بن أمية، وقد سألهما حين نزلا ممن أنتما، قالا من بني عامر فأمهلهما حتى إذا ناما عدا عليهما وقتلهما، وهو يرى أن قد أصاب بهما ثأرا من بني عامر فيما أصابوا من أصحاب الرسول الله، فلما قدم عمرو بن أمية على الرسول، أخبره بالخبر، فقال الرسول لقد قتلت قتيلين لأدينهما، ثم قال الرسول هذا عمل أبي براء قد كنت لهذا كارها متخوفا، فبلغ ذلك أبا براء فشق عليه إخفار عامر إياه، وما أصاب من أصحاب رسول الله صلى الله عليه وسلم بسببه وجواره.